# Jake Chambers
John "Jake" Chambers är en fiktiv karaktär i Det mörka tornet-serien, skapad av den amerikanska författaren Stephen King. Chambers gjorde sitt första officiella framträdande i 1982 års roman Det Mörka Tornet I: Revolvermannen.
Jake Chambers träffar på  Roland Deschain i Mittvärlden efter att han dör i New York, utknuffad på en trafikerad gata av mördaren Jack Mort. Han blir senare del av Rolands ka-tet.